# Corso Terrestre de Navarra
El Corso Terrestre de Navarra fue una fuerza militar formada por guerrillas navarras que durante la Guerra de la Independencia española estuvo comandada por Javier Mina y, tras su captura y arresto (1810), tuvo continuación en gran medida con la División de Navarra, liderada por Espoz y Mina, que, reaprovechando varias unidades y tropas, prosiguió con las acciones bélicas en la zona del territorio del reino de Navarra, esencialmente aunque su radio de actuación fue geográficamente bastante más amplio.

Divisiones napoleónicas de España en prefecturas, en 1810.

## Denominación
En la época, el término corso (un italianismo derivado del latín cursus, carrera) se aplicaba a los arrieros encargados del transporte de mercancías de forma ágil y acelerada, a corso. De forma análoga también en el transporte marítimo mercante se otorgaban las patente de corso con la finalidad de perseguir la piratería o a los enémigos de un país. De tal palabra procede el corsario, personas que perseguían a los piratas aunque, con el tiempo, asumieron estos también el mismo nombre. En línea con esta segunda acepción habría que situar al grupo de guerrillas formadas en torno a Javier Mina y a Espoz y Mina.

## Navarra en los albores delsigloXIX
La situación geográfica de Navarra, en la frontera pirenaica, le había llevado a implicarse, como ocurre con otros territorios septentrionales españoles, en la guerra contra la Convención (1793-1795) que apenas se dejó sentir en tierras más meridionales de la península ibérica. Al choque bélico de esos años, se sumó el fuerte contraste ideológico de una sociedad fuertemente rural y religiosa ante la ideología revolucionaria francesa que rebasaba el Pirineo cuestionando valores fundamentales como «su Dios, su Patria y su Rey cautivo.».

## Las guerrillas navarras de la Guerra de la Independencia española
Las guerrillas, o partidas de hombre armados, surgen a «consecuencia de la inferioridad del ejército regular», cuya estructura de funcionamiento también impedía «obtener posiciones ventajosas frente al ejército napoleónico que invadió España de 1808 a 1814.» En puridad su sistema de funcionamiento era poco, o nada, ortodoxo frente a los cánones de la época para hacer la guerra. La orografía peninsular favorecía a los naturales del lugar que contaban con la ventaja del conocimiento del terrerno. Confluye con estas razones «el espíritu independiente que caracterizaba al pueblo español» que, además, estaba siendo víctima directa de la invasión de las tropas de Napoleón.
Las primeras guerrillas que actúan en territorio navarro registran acciones contra el ocupante francés, bajo el mando del general Jean Barthélemy Darmagnac, ya desde finales del año 1808 y 1809, poco tiempo después de que cruzarán la frontera por Irún en octubre de 1807 y tras la picaresca ocupación de la ciudadela de Pamplona a mediados de febrero del año siguiente que secundada por acciones análogas en otras plazas fuertes españolas (San Sebastián, Barcelona, Montjuich, Figueras, etc).
Tras el fracaso de las armas españolas del general Castaños en la batalla de Tudela (23 de noviembre de 1808), que se había presentado alentada por el éxito angloespañol del verano anterior en Bailén y que supuso el final de la guerra regular en Navarra hasta 1813, el 28 de diciembre de 1808 la Junta Suprema del Reino, instalada en Sevilla, publica un reglamento indicando pautas a seguir en la organización de partidas y cuadrillas de personas que respondan a la presencia francesa transmitiendo con ello la creciente preocupación ante la evolución de los acontecimientos.
Entre las primeras guerrillas operativas estaba la partida de los Escopeteros Móviles de Andrés Eguiaguirre que, desde el verano de 1808, se habían dejado sentir en acciones esporádicas y mantenía contacto con el ejército de Aragón. Ante el inminente sitio de Zaragoza, la junta aragonesa había enviado a Luis Gil junto con Andrés Eguiaguirre, a tantear la región. Ambos eran navarros, de Corella y de Pamplona, respectivamente. Luis Gil se puso a operar en Ujué, gracias a las características orográficas de la zona, de acceso difícil y con recursos para esconderse. Fue entonces cuando Ujué se transforma en un importante centro de espionaje y cuando el lugar sufrió el saqueo de una columna francesa. Por su parte, Andrés Eguiaguirre, aunque revestido de poder y mando por José de Palafox, que le nombró coronel, aunque sin experiencia militar, no fue visto ni reconocido en Navarra como tal. Más bien seguían viendo al salteador anteriormente conocido complicando la labor del nuevo coronel para reclutar tropa. Eguiaguirre, tras la escasa aceptación e, incluso, provocación de las distintas autoridades locales, apenas pudo reunir dos centenares de guerrilleros. En octubre de 1808 su partida fue derrotada por los franceses en Sangüesa, desapareciendo los supervivientes entre las unidades del ejército de Aragón.

## Alzamiento del Valle de Roncal

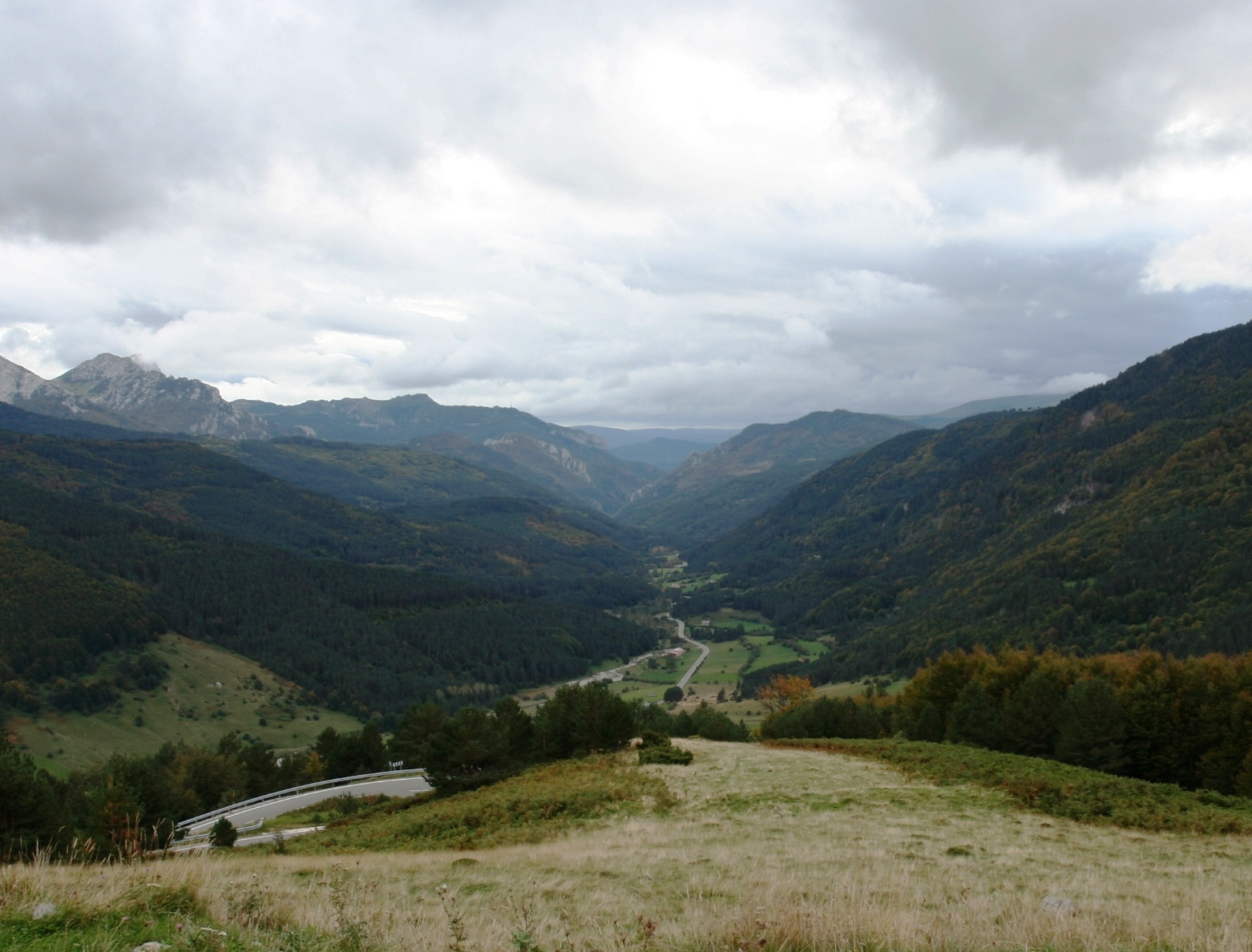
Vista actual de Roncal cuya orografía se prestaba a una defensa eficaz.

En la primavera de 1809 el valle del Roncal protagonizó uno de los primeros alzamientos, con apoyo de voluntarios armados, cuando se organizó el rescate de dos vecinos, Francisco y Sebastián Gambra, hijos de Pedro Vicente Gambra, un respetado ganadero roncalés que supo recabar muchos apoyos. Ambos hijos, durante el segundo sitio de Zaragoza, habían caído prisioneros junto con otros oficiales, entre quienes destacaba al coronel Mariano Renovales. Este oficial era un vizcaíno retornado de América y, en el devenir de los acontecimiento posteriores, sería el jefe militar que construyó la posterior resistencia del valle. Incluso durante esa etapa se casó con una hija de Pedro Vicente Gambra, Josefa, el 29 de agosto. La operación del rescate de ambos hijos y estos oficiales fue ejecutado por el hermano mayor de los Gambra que en esos momentos pastoreaba en las Bardenas Reales. El asalto al convoy de prisioneros que se llevaban a Francia se produjo en Caparroso, en la oscuridad de la noche.
La reacción francesa no se hizo esperar tras la fuga mostrando una actitud agresiva hacia el valle que daba refugio a los liberados enviando de inmediato un destacamento de castigo formado por 600 granaderos y cazadores. El operativo, bajo el mando del comandante Puisalis y el capitán Barbier, salía de Pamplona el 15 de mayo de 1809. El coronel Renovales, apoyo por varios oficiales canalizaron el entusiasmo y ardor belicoso de sus nuevos vecinos organizando con diligencia la defensa del valle. El esfuerzo bélico roncalés ya había tenido ocasión de ponerse de manifiesto una década y media antes, durante la guerra contra la Convención, en el verano de 1793. Pedro Vicente Gambra ya participó en aquellas acciones y ahora volvía a la misma lucha, pero con la presencia de Renovales y sus oficiales. La expedición de castigo francesa acabó en un rotundo fracaso cuando Puisalis, Barbier y el resto de sus oficiales fueron capturados y trasladados a Belchite. En esta plaza se localizaba por entonces el ejército español del general Blake y los prisioneros, dada su alta graduación, fueron canjearlos.
Lejos de apaciguar los ánimos, Renovales, ante una inminente represalia francesa tras estas acciones, organizó a los vecinos del valle, consiguió armas y municiones de Lérida, Éibar y Plasencia, contrató armeros procedentes de Pamplona y se valió de los comerciantes vascobearneses de Mauleón y Olorón, amigos de Pedro Vicente Gambra, para adquirir armas en buen estado y con abundante munición. Para mediados de junio de 1809, los franceses nuevamente pretenden dominar el valle, para entonces convertido en un auténtico foco de insurrección. Una  columna de mil hombres parte desde Pamplona siendo atacados y derrotados por roncaleses y ansotanos en el desfiladero de la foz de Arbayún, teniendo que volver precipitadamente hacia Pamplona los supervivientes.
Embriagados de éxitos, los roncaleses declararon la guerra a los franceses. Renovales es ascendido a brigadier y lanza proclamas buscando levantar en armas a toda la provincia. Mientras tranto, el gobernador de Pamplona, el general D'Agoult, trata de disuadirle de idea levantisca sin lograr hacer mella en Renovales que sigue organizando la defensa del valle y continua preparando a la gente para continuar combatiendo al invasor «y en pro de la causa del soberano cautivo.» Esta obstinación de Renovales y sus roncaleses termina por animar al gobernador militar de Aragón, Louis Gabriel Suchet a enviar al comandante Plique al frente de una columna cinco mil granaderos y cazadores que, junto a los enviados desde Pamplona, se encaminan hacia el valle de Roncal determinados a finiquitar el asunto definitivamente.  

En este tercer intento, la columna procedente de Zaragoza es retenida por una serie de escaramuzas cerca de San Juan de la Peña posponiendo hasta finales de agosto su entrada en el valle. Tras unas cruentas jornadas, a un elevado coste de tropas francesa, a mediados de septiembre logran dominar el valle pero, dado el coste exigido se ofrecen unas capitulaciones ventajosas para los vecinos donde se comprometen a respetar a personas y propiedades.  

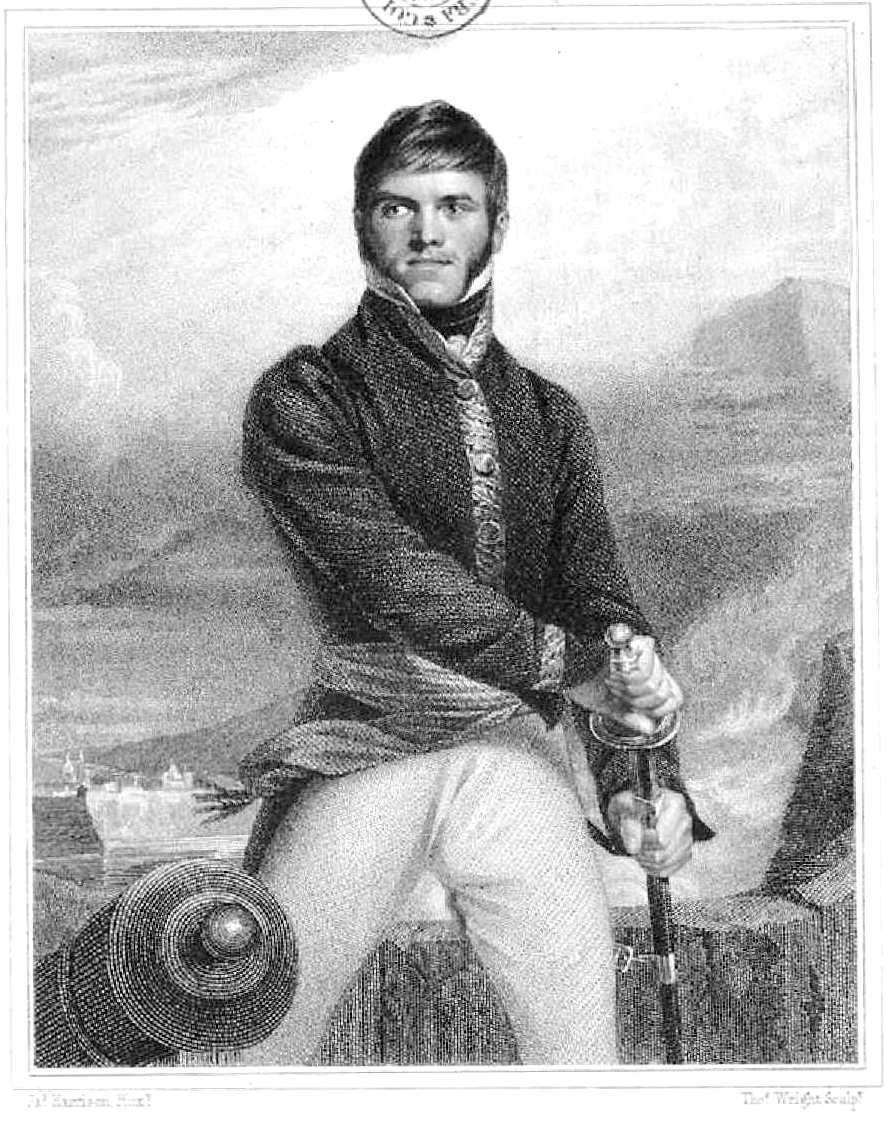
Javier Mina. Grabado de Thomas Wright sobre pintura de James Harrison.

## Corso Terrestre y División de Navarra
Sobre el territorio de Navarra fueron principalmente dos grupos guerrilleros los que ejercieron una actividad más destacada: el Corso Terrestre y, tras su disolución (1810), continuado por la División de Navarra en cuyo sistema de funcionamiento se procuraban su propio abastecimiento y mantenimiento. La figura de Martín Javier Mina, llamado "Mina el Mozo" o "El Estudiante", aglutinará en sus filas tanto a cuadrillas de guerrilleros que operaban de forma independiente hasta ese momento como a soldados italianos y alemanes que desertan del ejército napoleónico. Entre los primeros, se le unen figuras como Félix Sarasa Aldareguía, alias Cholin, Ramón Elordio, Azcárate o Lucas Górriz.

## Etapa del Corso Terrestre (1809-1810)
El 17 de abril de 1809, en la línea del reglamente anterior de finales de 1808, se promulga otro decreto por el que se reconoce al Corso Terrestre de Navarra, «al tiempo que se da una normativa con el fin de que estas partidas se vayan organizando y adquieran un carácter más marcadamente militar y haya mejor coordinación para que sus efectos sean mucho más eficaces.» Con el surgimiento de cuadrillas durante los primeros meses de 1809 había poca claridad sobre los intereses que empujaba su formación que, en ocasiones, se mostraban más perjudiciales que beneficiosas para las poblaciones y sus gentes.
Según Francisco Miranda, uno de los investigadores del momento, «los comienzos del Corso Terrestre fueron difíciles, a pesar de contar con la ayuda de personas de prestigio. Las armas las obtenían, en un primer momento, arrebatándolas a los franceses, también fueron robadas de los depósitos de armamento de la guarnición de Pamplona.» Esta escasez de recursos durante esta fase inicial «la sorpresa y las confidencias eran factores a tener en cuenta en el resultado de sus ataques» por lo que sus acciones se centraban en el «asalto y captura de convoyes y pequeños destacamentos.» Cuando en el otoño se unieron a la partida de Javier Mina varios roncales, con Gregorio Cruchaga entre ellos, el gobernador de Pamplona, el general D'Agoult, «puso precio a su cabeza»

### Finales de 1809: auge

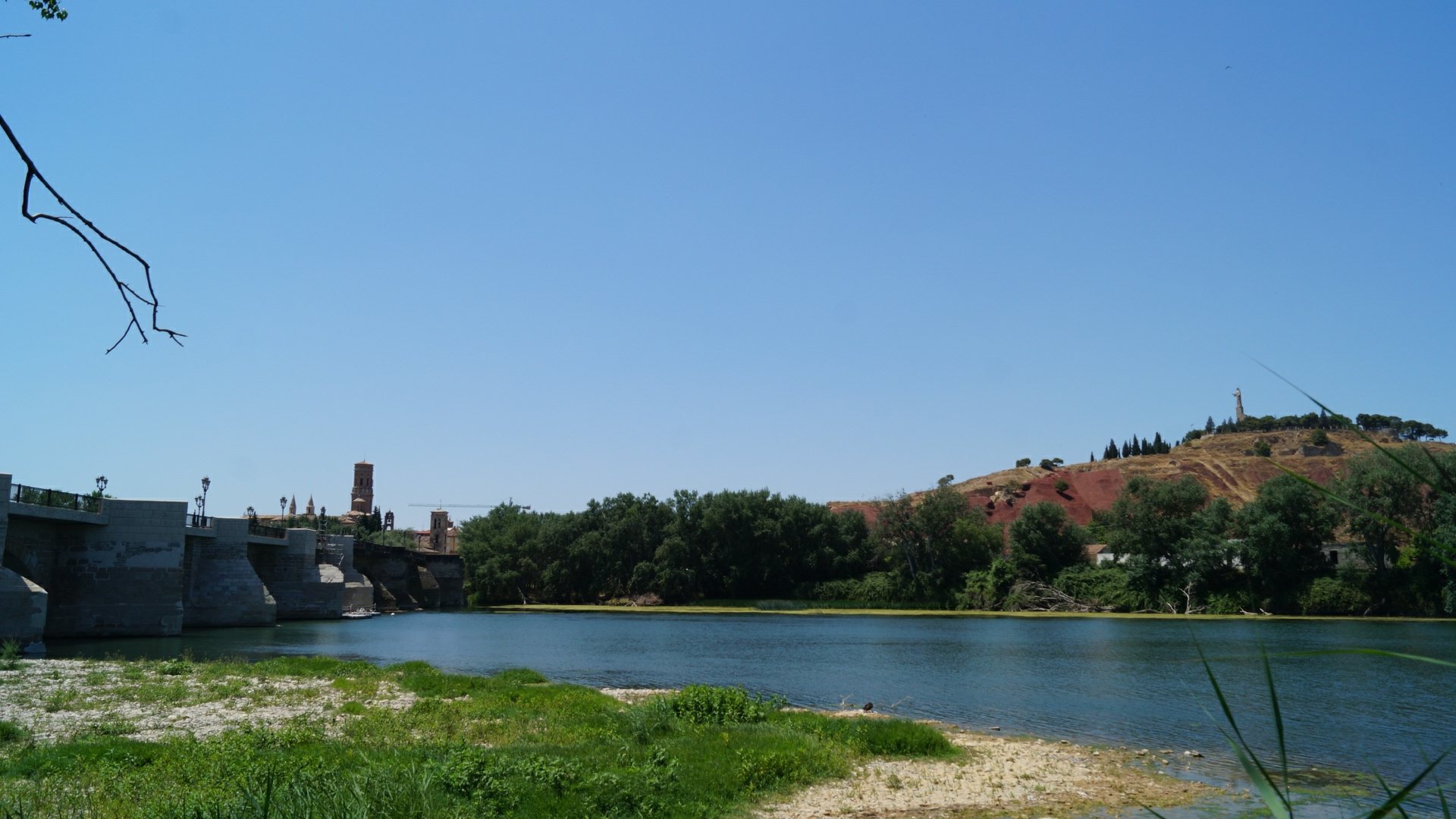
Puente de Tudela (Navarra). Vista desde la margen izquierda del río Ebro. A la derecha se observa el cerro de Santa Bárbara donde se construyó una fortaleza reutilizando al antigua ermita.

Para noviembre de 1809 sumaban 350 infantes y 100 jinetes los acompañantes de Mina creciendo la alarma francesa tras cada asalto a mensajeros y convoyes de suministros. Para paliarlo formaron una columna de 500 gendarmes de infantería y 200 de caballería que emprendió la persecución con tal determinación que estuvieron a punto de apresar a MIna en Estella. Gracias a un vecino, que lo escondió en su casa y a ponerse ropas de paisano al día siguiente, logró evitar a los franceses. Continuó sus acciones por la zona de Viana para cruzar Navarra de lado a lado y presentarse en Tiermas, al norte de la provincia de Zaragoza, en la muga con Navarra. Miguel Sarasa, un guerrillero aragonés, se unió con sus fuerzas a Mina rechazando ambos una columna francesa en el puente del río Aragón y manteniendo más encuentros en Sangüesa, luego en Caparroso, una vez más en Viana y finalmente en Tudela.

Las operaciones en Tudela fueron realizadas a finales de noviembre de 1809 gracias a la concurrencia de tres guerrillas. Al Corso Terrestre se unió a Alonso, el Cuevilla, que operaba habitualmente por La Rioja, y al escuadrón de caballería de Porlier, el Marquesito liderado por el capitán Juan José González de la Riva. Tudela estaba sufriendo el azote de su comandante francés, el general Claude-Joseph Buget, el Curro (porque era manco) y querían «darle un castigo ejemplar.» Pero la acción, lejos de ejemplar, evidenció el talante de muchas guerrillas y se convirtió en un asalto y un saqueo de la ciudad cuando los gendarmes que cuidaban el puente se replegaron al fuerte de Santa Bárbara dejando el paso libre «a todo tipo de violencias y desmanes», llevándose dinero, caballerías y 250 corderos recién comprados al valle de Roncal. El grupo se retiró a Corella, y tras los desacuerdos habituales en el reparto del botín, se disgregó. Buget al día siguiente puso a su caballería en persecución del Corso Terrestre que padeció la baja de doce voluntarios acuchillados por las tropas galas.

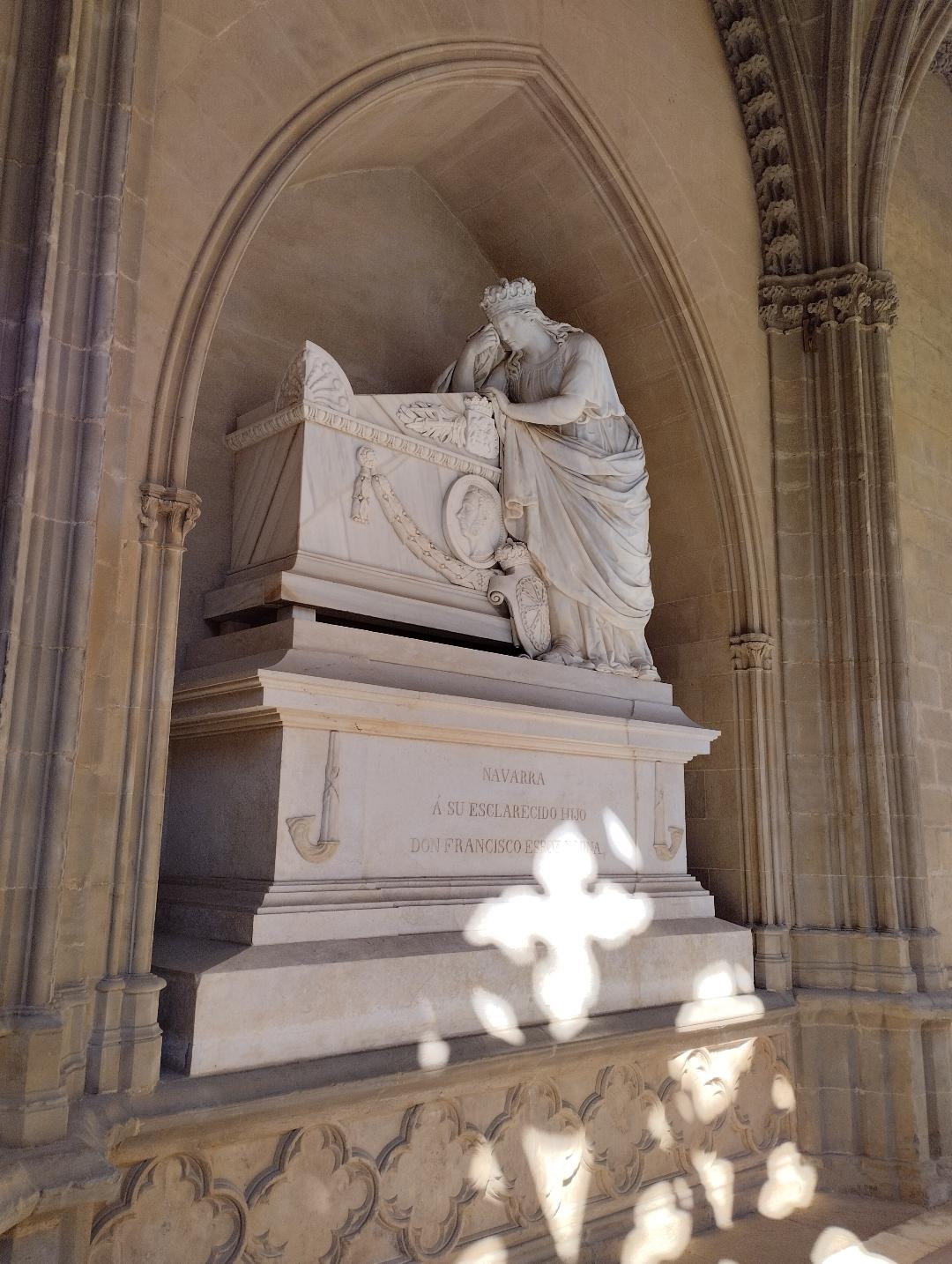
Espoz y Mina. Sepulcro en la Catedral de Pamplona.

### Acuartelamiento en Los Arcos (1809-1810)
Retirados a Los Arcos, donde instalaron en diciembre de 1809 su cuartel general, se procedió a instruir militarmente a los 700 voluntarios (500 a pie, 200 a caballo) que componían el Corso Terrestre. El experimentado roncalés Gregorio Cruchaga ocupó la lugartenencia junto a Lorenzo Calvo como jefe de infantería, segundo al mando, y Severino Iriarte como jefe de caballería. Se buscaba un cuerpo paramilitar que luchara ordenadamente rehuyendo la indisciplina propia de otras guerrillas. Pero, aun así, evitaban el enfrentamiento en campo abierto ya que el enemigo contaba con «una caballería muy efectiva y mayor potencia de fuego.»
Toda esta instrucción tuvo rápida y positiva respuesta sobre el terreno obligando a unos sorprendidos franceses a perseguir y recrudecer el acoso al Corso Terrestre de Javier Mina empleando varias columnas volantes. Además, en enero de 1810 y procedentes de Aragón, llega el general Suchet acompañado de Harispe y D'Argoult con el objetivo de eleminar el problema de las guerrillas de Mina. El asunto alcanzó tal calibre que se dispersaron las tropas del Corso Terrestre por el Pirineo navarro y, finalmente, obligó a Mina a enviar a sus casas a los guerrilleros, a pasar el invierno, mientras él buscaba refugio en Álava: «Toda Navarra se cubre de columnas volantes en persecución de Mina.»

### Final del Corso Terrestre
Pero, lejos de cesar su actividad, se le sitúa a Mina en Lérida, en febrero de 1810, celebrando una reunión con Enrique O'Donnell y Joaquín Crespí de Valldaura y Lesquinas, conde de Orgaz donde se determina la importancia de entorpecer a Suchet y retrasar su marcha sobre Valencia. A primeros de marzo de 1810 el caudillo navarro vuelve a su habitual zona de acción y de inmediato sorprende en Aibar a 400 franceses, poco después ataca la guarnición de Ejea de los Caballeros y se echa encima del convoy con 500 gendarmes que desde Pamplona, marchaba hacia Obanos. En esas fechas había llegado destinado a Pamplona un nuevo gobernador militar, el general Guillaume-Henri Dufour (8 de febrero de 1810), con tropas de refresco que comenzarán a complicar la actividad del Corso Navarro y su jefe, Javier Mina.
En una acción ocurrida en Labiano, en marzo de 1810, cae prisionero Mina. Con ello el Corso Terrestre se desintegró, aprovechando la coyuntura el gobernador militar de Pamplona Dufour para erradicarlo, bien ofreciendo indulto a quienes depusieran las armas, entregándose ante las autoridades locales, bien amenazando con fusilar a cuantos fueran apresados con las armas en la mano. La decisión para muchos no fue fácil pero algunos guerrilleros continuaron actuando, como Pascual Echeverría “el carnicero de Corella” o como Juan Hernández “el Pelao”, que supo atraerse  buena parte de la caballería del Corso Terrestre. Además, a pesar de la trágica decisión que muchos debían tomar, parte decidió cerrar filas «en torno a un nuevo caudillo, Francisco Espoz y Mina, tío de Javier Mina “El estudiante”, a quien sucedió en la jefatura.» Esta nueva fuerza será conocida como la División de Navarra.